# M'Rara
M'Rara là một đô thị thuộc tỉnh El Oued, Algérie. Dân số thời điểm năm 2002 là 5.976 người.